# Pamětní deska na Skále kněžen
Skála kněžen (něm. Fürstinnenstein) stojí na okraji lázeňských lesů v Karlových Varech na malém lesním prostranství nad Goethovou stezkou a pomníkem Friedricha Schillera. V roce 1834 na ni byla umístěna pamětní deska, která dlouho připomínala dvě významné návštěvy tří urozených dam z rodu někdejší panovnické dynastie Württemberků.

## Tři sestry v Karlových Varech

### Z rodu Württemberků
Jednalo se o tři sestry, které pocházely z Württemberska, někdejšího vévodství a od roku 1806 království dnešního Německa. Jejich rodiči byli vévoda Ludvik von Württemberg a vévodkyně Henrietta Nasavsko-Weilburská. Tři nejstarší z jejich pěti dětí dvakrát navštívily lázně Karlovy Vary. Nejstarší Marie, celým jménem „Marie Dorothea Luise Wilhelmine Karoline von Württemberg, arcivévodkyně rakouská“, mladší Amalie, celým jménem „Amalie Therese Luise Wilhelmine von Württemberg, vévodkyně saská a dědičná princezna sasko-altenburská“, a nejmladší z těchto tří Pauline, celým jménem „Pauline Therese Luise, královna württemberská“.

### Návštěvy v lázních

#### Rok 1833
První návštěva se uskutečnila v roce 1833. Vévodkyně Amalie s mužem Josefem, sasko-altenburským vévodou, a se dvěma dcerami, 15letou Marií a téměř tříletou Alexandrou, přijela do lázní 15. června a s doprovodem se ubytovala v domě Zlatá harfa na Staré louce. Württemberská královna Pauline přijela ve stejný den s dcerou Augustou, v seznamu lázeňských hostů se však zapsala pod pseudonymem „Hraběnka von Teck“. I s doprovodem se ubytovala v kdysi slavném a významném domě Bílý lev na Tržišti. Třetí sestra, arcivévodkyně Marie přijela dva týdny poté dne 1. července 1833 s osmiletým synem Alexandrem. Ubytovali se v domě Rakouský znak na Tržišti. Tyto tři vysoce urozené a velmi prestižně provdané dámy se ihned zařadily na vrchol karlovarské společnosti. Dne 14. července byl na jejich počest uspořádán ples v Saském sále za přítomnosti vrchního purkrabího hraběte Karla Chotka.

#### Rok 1834
K druhé návštěvě tří sester došlo hned v následujícím roce 1834. Vévodkyně Amalie přijela 27. května opět s mužem Josefem a se čtyřmi dcerami. Bydleli v domě Zlatá koruna na Staré louce. Královna Pauline s dcerou Augustou přijela 1. června, znovu se ubytovala v domě Bílý lev a opět pod tímtéž pseudonymem „hraběnka von Teck“. Arcivévodkyně Marie sice není uvedena v seznamu lázeňských hostů, pravděpodobně však v lázních pobývala také, jak se usuzuje z přípisu lázeňské policejní inspekce (Badepolizei-Inspection).

## Pamětní deska na skále

### Historie
Dne 29. května 1834 sdělila policejní inspekce městské radě, že od vrchního purkrabího obdržela prezidiální dekret ze dne 16. května se svolením posvětit pamětní desku, na níž budou uvedena jména všech tří dam spolu s letopočty jejich dvou návštěv 1833 a 1834, a že mramorová deska bude osazena na již vybraném místě. Na rubu dopisu byl navržen text nápisu, který se shoduje s tím, který byl nakonec vytesán do desky. Pod textem následovala poznámka Vysvěceno 4. června 1834.
Ze samotné slavnostní události popisují bratři Leopold a Tadeáš Platzerové ve své velké městské kronice: „Od 4. června 1834 se skála, nacházející se na začátku cesty Čtyř hodin, nazývá Skálou kněžen, a to na paměť Její Výsosti královny württemberské, Její c. k. Milosti nejurozenější paní Marie, arcivévodkyně rakouské a její královské Jasnosti nejurozenější paní vévodkyně ze Saska-Altenburku, které již v roce 1833 užívaly léčivých karlovarských pramenů. Toto malé prostranství, které bylo včetně skály samotné ověšeno a vyzdobeno girlandami květů, bylo poprvé posvěceno 4. června. V okamžik příchodu urozených šlechtičen a mnoha vznešených dam se nad skálou rozezněly tóny čtyřhlasé písně, jejíž název dal jméno i skále – Fürtinnenstein“. Tento název vyplynul z posledního rýmu písně:
... Und bennant sey der Fels im duftigen Hain;
Von nun an und immer: Der Fürtinnenstein!

v češtině: ... a budiž tato skála ve voňavém hájku od nyní a navždy nazývána Skálou kněžen!

### Popis
Mramorová pamětní deska byla v roce 1834 umístěna na strmé asi 10 m vysoké skále u cesty tehdejšího jména Vieruhrweg.  Během času se deska poškodila. Z písemných materiálů je známo, že v květnu 1925 ji kamenický mistr Peter Wolff zahrnul do seznamu těch nejvíce poškozených. Dle cenové nabídky je patrno, že poté byla zhotovena deska nová, která byla replikou té původní. Nápis měl následující znění, pravděpodobně shodné s nápisem původní desky:
Pauline
Königin von Württemberg

Marie
Erzherzogin von Ősterreich

Amalie
Herzogin zu Sachsen, Erbprinzessin
 von S. Altenburg

1833. 1834.

### Zánik
Nedá se přesně doložit, kdy deska ze skály zmizela. Určitě to bylo až po dubnu roku 1946. Existuje protokol z jednání osvětové rady ze dne 16. dubna 1946, která o budoucnosti pomníků a pamětních desek v poválečných Karlových Varech rozhodovala. Zde byla deska ještě uvedena. Z protokolu vyplývá, že osvětová rada měla v úmyslu počet německých pamětních desek snížit o 20 až 30 kusů (ty, „které jsou v příliš zchátralém stavu nebo z novější doby a mají texty bezcenné a tak nebo tak závadné“) a ponechat pouze takové, které měly podle jejího soudu význam propagační, zejména všechny z 18. a 19. století. Z toho by se dalo soudit, že deska mohla tuto poválečnou národnostní očistu ustát a odstraněna byla později.
Na skále, která stále stojí v karlovarských lázeňských lesích u dnešní Labického pěšiny nad galerií umění jsou ještě patrny zbytky malty a menší otvory, v nichž byla kdysi upevněna pamětní deska se jmény tří historicky významných šlechtičen.